# RootkitRevealer
RootkitRevealer — бесплатный инструмент для локального обнаружения руткитов, скрывающих вредоносные объекты на 32-битных операционных системах Microsoft Windows, разработанный Марком Руссиновичем в Sysinternals.

## Описание
Утилита осуществляет сканирование работы API-интерфейсов файловой системы (MFT, NTFS, FAT16/32), а также системного реестра и выводит список несоответствий к реальным данным. Весь список несоответствий может означать, что руткит работает в режиме ядра (Kernel-Mode Drivers) или в пользовательском режиме (User-Mode Drivers).
RootkitRevealer способна обнаружить наиболее часто встречающихся шпионов, которые начинают работать сразу при включении компьютера, присутствуют только в оперативной памяти, пытаются скрыть свои файлы или ключи реестра Windows.
Программный продукт способен обнаружить любое пребывание руткитов из списка, который опубликован на сайте www.rootkit.com, а также был первым инструментом, который обнаружил руткит XCP (eXtended Copy Protection) Sony.